# II liga polska w piłce siatkowej mężczyzn (2008/2009)
II liga polska w piłce siatkowej mężczyzn 2008/2009 – 19. edycja ligowych rozgrywek siatkarskich trzeciego szczebla, organizowanych przez Polski Związek Piłki Siatkowej pod nazwą II liga.
Zmagania toczą się potrójnie:
1. Etap I (dwurundowa faza zasadnicza) – przeprowadzona w formule ligowej, systemem kołowym (tj. "każdy z każdym - mecz i rewanż"). Miała na celu wyłonienie dwóch grup: walczącej o awans do I ligi i walczącej o utrzymanie się w II lidze polskiej.
2. Etap II (dwurundowa faza play-off) – przeprowadzona w systemem pucharowym. Rywalizacja toczyła się o miejsca 1-4 oraz o utrzymanie. Przystąpiło do niej 8 drużyn.
3. Etap III (Turniej Mistrzów Grup - finałowy) - turniej rozgrywany systemem kołowym, udział biorą w nim zwycięzcy poszczególnych grup II ligi. Ma za zadanie wyłonić 2 zespoły, które awansują bezpośrednio do I ligi. Zespoły z miejsc 3 i 4 rozegrają turniej barażowy o udział w I lidze ze zwycięzcami rundy play-out wyższej klasy rozgrywkowej (system „każdy z każdym”, dwie najlepsze wezmą udział w przyszłych rozgrywkach I ligi).

## Drużyny uczestniczące

### Grupa 1
Grupę 1 tworzy 10 klubów siatkarskich z województw: dolnośląskiego (część), lubuskiego, wielkopolskiego, zachodniopomorskiego.
| | Uczestnicy poprzedniej edycji |       |
| --- | ----------------------------- | ----- |
| ZG | Stelmet AZS UZ Zielona Góra   | 1     |
| JOK | Joker Piła                    | 2     |
| SUL | STS Olimpia Sulęcin           | 3     |
| SUL | MSKS Orion Sulechów           | 4     |
| POZ | AZS UAM Poznań                | 5     |
| SZC | Morze Bałtyk Szczecin         | 6     |
| LUB | Cuprum Lubin                  | 7     |
| TRZ | MKS MDK Trzcianka             | 8     |
| WAŁ | Victoria Wałbrzych            | 9     |
| | Awans z III ligi              |       |
| WRZ | Krispol Września              | [ b ] |
| Oznaczenia: - kolumna pierwsza – skróty nazw drużyn wpisane na mapie (jeśli ta została zamieszczona), - kolumna trzecia – miejsce zajęte przez daną drużynę w poprzednim sezonie. |                               |       |

### Grupa 2
Grupę 2 tworzy 10 klubów siatkarskich z województw: łódzkiego, opolskiego, dolnośląskiego (część), śląskiego (część).
| | Uczestnicy poprzedniej edycji |       |
| --- | ----------------------------- | ----- |
| KAM | Sudety Kamienna Góra          | 1     |
| RZĄ | LKS Czarni Wirex Rząśnia      | 2     |
| OZO | MKS Bzura Ozorków             | 3     |
| SYC | Rosiek Syców                  | 4     |
| CZE | Delic-Pol Norwid Częstochowa  | 6     |
| DZŁ | KS Warta Działoszyn           | 7     |
| RDL | Górnik Radlin                 | 9     |
| SPA | SMS PZPS Spała II             | 11    |
| | Awans z III ligi              |       |
| BEŁ | Skra Bełchatów II             |       |
| OPO | AZS Cementownia Odra Opole    | [ d ] |
| Oznaczenia: - kolumna pierwsza – skróty nazw drużyn wpisane na mapie (jeśli ta została zamieszczona), - kolumna trzecia – miejsce zajęte przez daną drużynę w poprzednim sezonie. |                               |       |

### Grupa 3
Grupę 3 tworzy 10 klubów z województw: kujawsko-pomorskiego, mazowieckiego, podlaskiego, pomorskiego i warmińsko-mazurskiego.
| | Uczestnicy poprzedniej edycji |   |
| --- | ----------------------------- | - |
| OST | Pekpol Ostrołęka              | 2 |
| AUG | Ślepsk Augustów               | 3 |
| WIL | Wilga Garwolin                | 4 |
| OLS | AZS UWM Olsztyn II            | 5 |
| SIE | Ósemka Elmo Siedlce           | 6 |
| LEG | SKF Legia Warszawa            | 7 |
| WOL | MOS Wola Warszawa             | 7 |
| KOZ | KKS Armat Kozienice           | 8 |
| STO | GTS Stoczniowiec Gdańsk       | 9 |
| | Awans z III ligi              |   |
| PGD | MKS Czarni Pruszcz Gdański    |   |
| Oznaczenia: - kolumna pierwsza – skróty nazw drużyn wpisane na mapie (jeśli ta została zamieszczona), - kolumna trzecia – miejsce zajęte przez daną drużynę w poprzednim sezonie. |                               |   |

### Grupa 4
Grupę 4 tworzy 9 klubów z województw: lubelskiego, małopolskiego, podkarpackiego, śląskiego (części) i świętokrzyskiego.
| | Uczestnicy poprzedniej edycji |   |
| --- | ----------------------------- | - |
| ROP | KS Błękitni Ropczyce          | 2 |
| KIE | Fart Kielce                   | 3 |
| KRO | PWSZ Karpaty Krosno           | 4 |
| RAD | RCS Czarni Radom              | 5 |
| RAC | KS AZS Rafako Racibórz        | 5 |
| POL | KU AZS Politechnika Krakowska | 6 |
| KĘT | TS Hejnał Kęty                | 8 |
| | Awans z III ligi              |   |
| RZE | AKS Resovia Rzeszów II        |   |
| RYB | TS Volley Rybnik              |   |
| Oznaczenia: - kolumna pierwsza – skróty nazw drużyn wpisane na mapie (jeśli ta została zamieszczona), - kolumna trzecia – miejsce zajęte przez daną drużynę w poprzednim sezonie. |                               |   |

## Grupa 1
| Lp. | Drużyna                     |
| --- | --------------------------- |
| 1   | Joker Piła                  |
| 2   | Victoria Wałbrzych          |
| 3   | Morze Bałtyk Szczecin       |
| 4   | Orion Sulechów              |
| 5   | AZS UAM Poznań              |
| 6   | Stelmet AZS UZ Zielona Góra |
| 7   | STS Olimpia Sulęcin         |
| 8   | Cuprum Lubin                |
| 9   | MKS MDK Trzcianka           |
| 10  | Krispol Września            |

     awans do Turnieju Mistrzów Grup (finałowego)
     baraż o utrzymanie (z drużyną z III ligi)
     spadek do III ligi

## Grupa 2
| Lp. | Drużyna                      |
| --- | ---------------------------- |
| 1   | Rosiek Syców                 |
| 2   | Czarni Wirex Rząśnia         |
| 3   | Sudety Kamienna Góra         |
| 4   | Skra II Bełchatów            |
| 5   | Warta Działoszyn             |
| 6   | Bzura Ozorków                |
| 7   | AZS Cementownia Odra Opole   |
| 8   | Delic-Pol Norwid Częstochowa |
| 9   | Górnik Radlin                |
| 10  | SMS II PZPS Spała            |

     awans do Turnieju Mistrzów Grup (finałowego)
     baraż o utrzymanie (z drużyną z III ligi)
     spadek do III ligi

## Grupa 3
| Lp. | Drużyna                 |
| --- | ----------------------- |
| 1   | ZKS Ślepsk Augustów     |
| 2   | MOS Wola Warszawa       |
| 3   | Ósemka Elmo Siedlce     |
| 4   | Pekpol Ostrołęka        |
| 5   | AZS UWM II Olsztyn      |
| 6   | Wilga Garwolin          |
| 7   | Armat Kozienice         |
| 8   | SKF Legia Warszawa      |
| 9   | Czarni Pruszcz Gdański  |
| 10  | GTS Stoczniowiec Gdańsk |

     awans do Turnieju Mistrzów Grup (finałowego)
     baraż o utrzymanie (z drużyną z III ligi)
     spadek do III ligi

## Grupa 4
| Lp. | Drużyna                    |
| --- | -------------------------- |
| 1   | Fart Kielce                |
| 2   | Czarni Radom               |
| 3   | Karpaty Krosno             |
| 4   | Rafako Racibórz            |
| 5   | Błękitni Ropczyce          |
| 6   | AZS Politechnika Krakowska |
| 7   | Hejnał Kęty                |
| 8   | Resovia II Rzeszów         |
| 9   | Volley Rybnik              |

     awans do Turnieju Mistrzów Grup (finałowego)
     baraż o utrzymanie (z drużyną z III ligi)
     spadek do III ligi

## Turniej Mistrzów Grup (Kielce)

### Wyniki spotkań
| Data       | Gospodarz       | Rezultat                                | Gość            |
| ---------- | --------------- | --------------------------------------- | --------------- |
| 17.04.2009 | Rosiek Syców    | 2:3 (22:25, 25:23, 25:23, 16:25, 9:15)  | Ślepsk Augustów |
| 17.04.2009 | Joker Piła      | 2:3 (25:23, 25:21, 18:25, 14:25, 12:15) | Fart Kielce     |
| 18.04.2009 | Rosiek Syców    | 2:3 (22:25, 19:25, 25:23, 25:10, 9:15)  | Fart Kielce     |
| 18.04.2009 | Ślepsk Augustów | 2:3 (20:25, 25:20, 23:25, 25:12, 10:15) | Joker Piła      |
| 19.04.2009 | Rosiek Syców    | 1:3 (15:25, 18:25, 25:20, 19:25)        | Joker Piła      |
| 19.04.2009 | Fart Kielce     | 1:3 (25:22, 25:27, 23:25, 12:25)        | Ślepsk Augustów |

### Tabela
| Lp. | Drużyna         | Pkt | Mecze | Mecze | Mecze | Rodzaj wyniku | Rodzaj wyniku | Rodzaj wyniku | Rodzaj wyniku | Rodzaj wyniku | Rodzaj wyniku | Sety | Sety | Sety  | Małe punkty | Małe punkty | Małe punkty |
| Lp. | Drużyna         | Pkt | M     | W     | P     | 3:0           | 3:1           | 3:2           | 2:3           | 1:3           | 0:3           | wyg. | prz. | stos. | zdob.       | str.        | stos.       |
| --- | --------------- | --- | ----- | ----- | ----- | ------------- | ------------- | ------------- | ------------- | ------------- | ------------- | ---- | ---- | ----- | ----------- | ----------- | ----------- |
| 1   | Ślepsk Augustów | 5   | 3     | 2     | 1     | 0             | 1             | 1             | 1             | 0             | 0             | 8    | 6    | 1.33  | 313         | 279         | 1.12        |
| 2   | Joker Piła      | 5   | 3     | 2     | 1     | 0             | 1             | 1             | 1             | 0             | 0             | 8    | 6    | 1.33  | 286         | 289         | 0.99        |
| 3   | Fart Kielce     | 5   | 3     | 2     | 1     | 0             | 0             | 2             | 0             | 1             | 0             | 7    | 7    | 1     | 292         | 293         | 1           |
| 4   | Rosiek Syców    | 3   | 3     | 0     | 3     | 0             | 0             | 0             | 2             | 1             | 0             | 5    | 9    | 0.56  | 274         | 304         | 0.9         |

Źródło: inf. własna
Punktacja: zwycięstwo - 2 pkt; porażka - 1 pkt
Zasady ustalania kolejności: 1. liczba punktów; 2. stosunek setów; 3. stosunek małych punktów; 4. bilans w bezpośrednich meczach
     awans do I ligi
     turniej barażowy o I ligę (z zespołami z I ligi)

## Turniej barażowy (Jaworzno)
Tabela
| Lp. | Drużyna                      | Pkt | Mecze | Mecze | Mecze | Rodzaj wyniku | Rodzaj wyniku | Rodzaj wyniku | Rodzaj wyniku | Rodzaj wyniku | Rodzaj wyniku | Sety | Sety | Sety  | Małe punkty | Małe punkty | Małe punkty |
| Lp. | Drużyna                      | Pkt | M     | W     | P     | 3:0           | 3:1           | 3:2           | 2:3           | 1:3           | 0:3           | wyg. | prz. | stos. | zdob.       | str.        | stos.       |
| --- | ---------------------------- | --- | ----- | ----- | ----- | ------------- | ------------- | ------------- | ------------- | ------------- | ------------- | ---- | ---- | ----- | ----------- | ----------- | ----------- |
| 1   | MCKiS PKE Energetyk Jaworzno | 6   | 3     | 3     | 0     | 1             | 1             | 1             | 0             | 0             | 0             | 9    | 3    | 3     | 284         | 258         | 1.1         |
| 2   | Fart Kielce                  | 5   | 3     | 2     | 1     | 2             | 0             | 0             | 1             | 0             | 0             | 8    | 3    | 2.67  | 261         | 229         | 1.14        |
| 3   | Rosiek Syców                 | 4   | 3     | 1     | 2     | 0             | 1             | 0             | 0             | 0             | 2             | 3    | 7    | 0.43  | 220         | 239         | 0.92        |
| 4   | Gwardia Wrocław              | 3   | 3     | 0     | 3     | 0             | 0             | 0             | 0             | 2             | 1             | 2    | 9    | 0.22  | 230         | 269         | 0.86        |

Źródło: inf. własna
Punktacja: zwycięstwo - 2 pkt; porażka - 1 pkt
Zasady ustalania kolejności: 1. liczba punktów; 2. stosunek setów; 3. stosunek małych punktów; 4. bilans w bezpośrednich meczach
     I liga
     II liga
Wyniki
| Data        | Drużyna 1                    | Wynik | Drużyna 2                          | Sety                              |
| ----------- | ---------------------------- | ----- | ---------------------------------- | --------------------------------- |
| 1 maja 2009 | MCKiS PKE Energetyk Jaworzno | 3:2   | KS Fart Kielce                     | 25:23, 17:25, 23:25, 25:18, 22:20 |
| 1 maja 2009 | Rosiek Syców                 | 3:1   | EnergiaPro Gigawat Gwardia Wrocław | 25:21, 22:25, 25:23, 25:20        |
|             |                              |       |                                    |                                   |
| 2 maja 2009 | Rosiek Syców                 | 0:3   | KS Fart Kielce                     | 22:25, 14:25, 22:25               |
| 2 maja 2009 | MCKiS PKE Energetyk Jaworzno | 3:1   | EnergiaPro Gigawat Gwardia Wrocław | 25:23, 22:25, 25:16, 25:18        |
|             |                              |       |                                    |                                   |
| 3 maja 2009 | KS Fart Kielce               | 3:0   | EnergiaPro Gigawat Gwardia Wrocław | 25:19, 25:19, 25:21               |
| 3 maja 2009 | Rosiek Syców                 | 0:3   | MCKiS PKE Energetyk Jaworzno       | 22:25, 20:25, 23:25               |